# Cổng thông tin điện tử
Cổng thông tin hay cổng thông tin điện tử (Portal) là một hoặc một nhóm trang web mà từ đó người truy cập có thể dễ dàng truy xuất các trang web và các dịch vụ thông tin khác trên mạng máy tính. Đầu tiên khái niệm này được dùng để mô tả các trang web khổng lồ như là Yahoo, AOL, MSN,... bởi lẽ có hàng trăm triệu tỉ người truy cập chúng như là điểm xuất phát cho hành trình "duyệt web" của họ. Lợi ích lớn nhất mà cổng thông tin điện tử đem lại là tính tiện lợi, dễ sử dụng và dễ thay đổi, tùy chỉnh cho phù hợp với nhu cầu của từng cá nhân.
Cổng thông tin điện tử - Portal là một thuật ngữ tin học xuất hiện từ năm 1998. Nội hàm khái niệm còn có nhiều vấn đề cần phải tiếp tục bàn bạc, trao đổi, bởi vậy cho đến thời điểm hiện nay vẫn chưa đưa ra được có một định nghĩa hoàn chỉnh. Sau đây là một số khái niệm về Portal thường được sử dụng:
- Portal là giao diện dựa trên nền web được tích hợp và cá nhân hóa tới các thông tin, ứng dụng và các dịch vụ hợp tác.
- Portal như là một cổng tới các trang web, cho phép một khối lượng lớn các thông tin sẵn có trên Internet và các ứng dụng được tích hợp, được tuỳ biến, được cá nhân hóa theo mục đích của người sử dụng.
- Portal là điểm đích truy cập trên Internet mà qua đó người dùng có thể khai thác mọi dịch vụ cần thiết và "không cần thiết phải đi đâu nữa".
- Portal là một giao diện web đơn, nó cung cấp truy cập cá nhân tới thông tin, các ứng dụng, xử lý thương mại và nhiều hơn nữa. Với công nghệ Portal, các tổ chức có thể giảm cường độ, nhưng lại tăng giá trị lao động và đặc biệt còn làm tăng giá trị các sản phẩm. Các tổ chức có thể tích hợp thông tin trong phạm vi môi trường làm việc, các ứng dụng dịch vụ hoặc sử dụng giao diện đơn lẻ.
- Portal là một giao diện dựa trên nền Web, tích hợp các thông tin và dịch vụ có thể có. Nó cho phép khai báo, cá biệt hóa thông tin và dịch vụ, cho phép quản trị nội dung và hỗ trợ một chuẩn về một nội dung và giao diện hiển thị. Nó cung cấp cho người dùng một điểm truy cập cá nhân, bảo mật tương tác với nhiều loại thông tin, dữ liệu và các dịch vụ rộng rãi đa dạng ở mọi lúc mọi nơi nhờ sử dụng một thiết bị truy cập Web.

## Giới thiệu
Cổng thông tin là địa chỉ tổng hợp các ứng dụng của một tổ chức như thư điện tử, chia sẻ tài liệu, lịch công tác thông qua giao diện Web. Các thành viên của doanh nghiệp có thể thông qua giao diện web (hay còn gọi là cổng thông tin, webportal) mà truy cập và sử dụng các ứng dụng của doanh nghiệp đơn giản tiện lợi.
Thông qua mạng Internet người dùng có thể thực hiện không hạn chế các chức năng mà thông thường chỉ thực hiện được đối với mạng intranet (mạng nội bộ doanh nghiệp). Cổng thông tin trở thành công cụ đắc lực cho các hoạt động của mọi doanh nghiệp.
Cổng thông tin giúp người dùng có thể tận dụng tối đa những tài nguyên có sẵn và nâng cao giá trị của thông tin.
Những yêu cầu này nảy sinh từ mục tiêu ban đầu: cổng thông tin là điểm đi tới của tất cả các ứng dụng khác (cùng cung cấp bởi một hãng, công ty).